# Nuzi

Situación de Nuzi.

Nuzi (o Nuzu; en acadio: Gasur; hoy, Yorghan Tepe) era una ciudad de Mesopotamia situada al sudoeste de Kirkuk en el actual Irak, cerca del río Tigris.

## Historia

### Primeros años
Las primeras menciones de esta ciudad, se encuentran en textos cuneiformes provenientes de Mesopotamia, correspondientes al período Acadio. En estas inscripciones, es mencionada como Gasur (Ga Sur).

### Dominio hurrita-mitanio
En 1500 a. C., fue ocupada por los hurritas, quienes le dieron a la ciudad el nombre de Nuzu, de donde deriva el término Nuzi.
Desde el siglo XV a. C. y hasta 1350 a. C. aproximadamente, pasó al dominio del reino hurrita de Mitani, constituyendo el punto extremo este y límite sudoriental del reino.

### Dominación asiria
Hacia 1365 a. C., con el comienzo del reinado de Ashur-uballit I, Asiria ve el comienzo de la llamada expansión Mesoasiria, que comienza cuando esta se libera de la dominación de sus vecinos, los mitanios. Tras la caída del Imperio Mitanita ante las fuerzas del ejército asirio, Nuzi, pasa al dominio de Asiria.

## Historia arqueológica

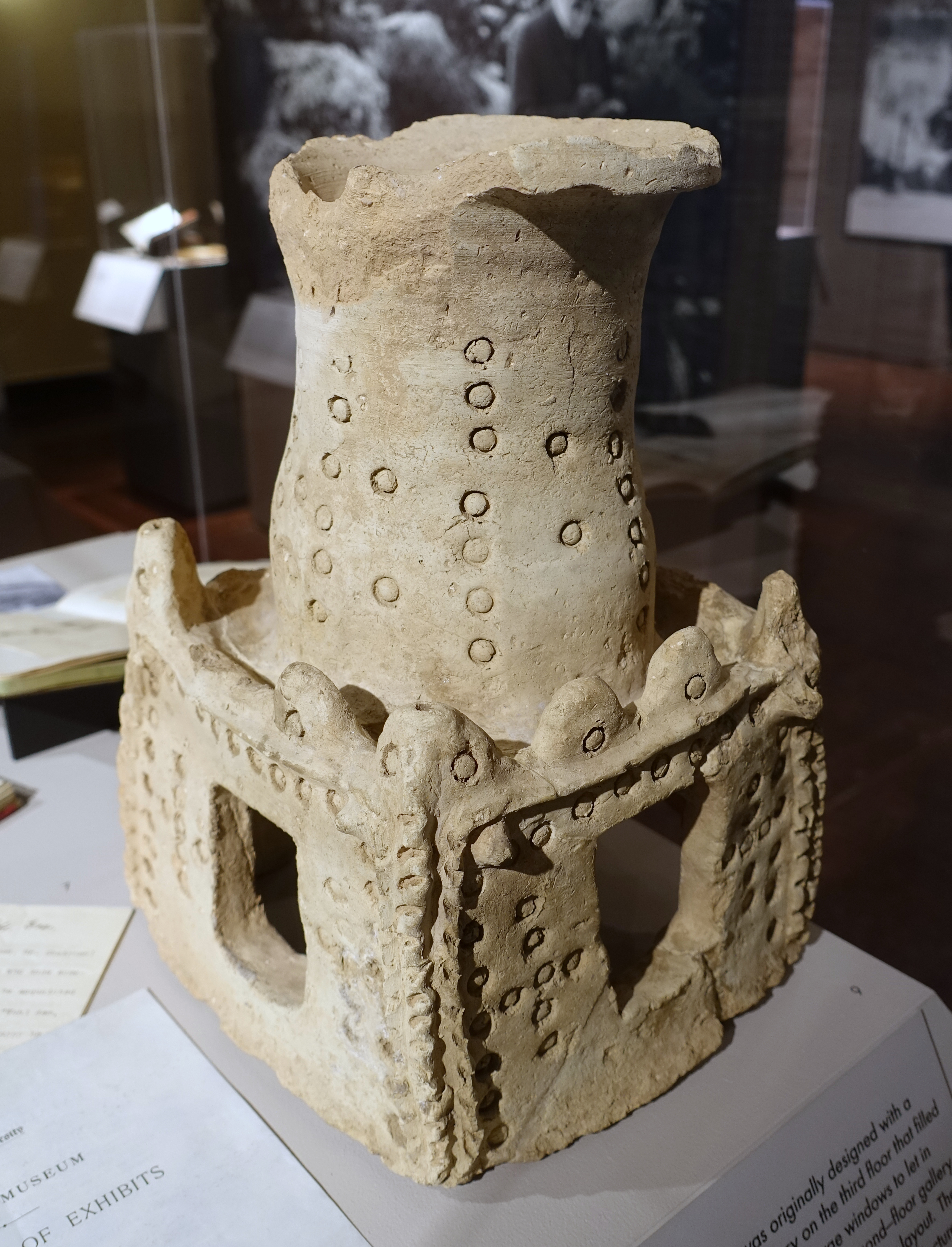
Ofrenda de terracota en forma de casa. Harvard Museum of the Ancient Near East, Cambridge (Massachusetts).

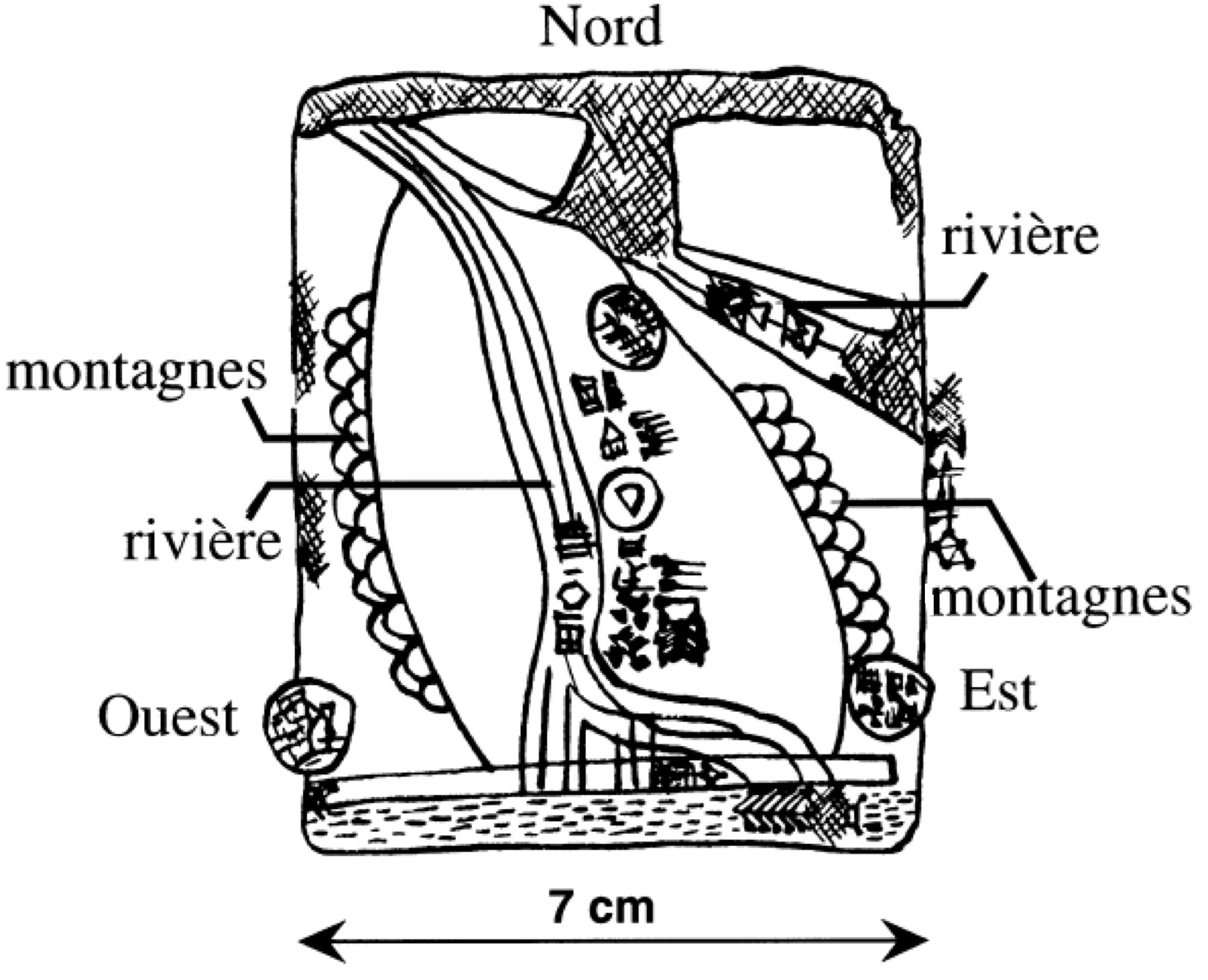
Esquema explicativo, en francés, del Mapa de Nuzi, el mapa geográfico más antiguo conocido. Sobre tablilla de arcilla sumeria (c. 2500 a. C.). Harvard Museum of the Ancient Near East.

El yacimiento consta de un tell de múltiples períodos de tamaño medio y dos pequeños montículos de un único período.
Las excavaciones llevadas a cabo en 1920 desenterraron no solo la ciudad, sino también millares de tablillas escritas en cuneiforme. Son alrededor de 5000 tablillas, muchas de ellas, de tipo legal y comercial, y aproximadamente una cuarta parte se refieren a transacciones comerciales de una sola familia. La gran mayoría de estos hallazgos son del período hurrita durante el II milenio a. C. y el resto se remonta a la fundación de la ciudad durante el Imperio acadio. Un archivo contemporáneo al archivo hurrita en Nuzi ha sido excavado en el 'Palacio Verde' en el sitio de Tell al-Fajar, 35 kilómetros al suroeste de Nuzi.
Esto dio una luz inestimable a los investigadores en cuanto a las actividades legales, comerciales y militares de la ciudad. También ayudó a comprender la cultura del Antiguo Oriente Próximo, incluyendo versiones primitivas de las historias de personajes bíblicos como Labán o Jacob.
Se encontraron múltiples objetos de la Edad del Bronce Final y se identificó por primera vez un tipo de cerámica común en el norte de Mesopotamia durante el período del reino de Mitanni, la denominada “cerámica de Nuzi”, caracterizada por una decoración pintada en blanco sobre un fondo oscuro. Los motivos suelen ser geométricos (triángulos, bandas), curvilíneos (rosetas, volutas) o florales. También se han encontrado objetos que muestran el desarrollo de la técnica de vidriado-esmaltado, marcando el inicio de la producción de objetos de vidrio: ladrillos esmaltados, fritas, 'fayenzas' (de vidrio coloreado). Y otros objetos como armas de metal, estatuillas de terracota y representaciones de edificios.
Quizás el objeto más famoso encontrado hasta el momento es el mapa de Nuzi, considerado el mapa descubierto más antiguo conocido. 